# Exochus aenigmatosus
Exochus aenigmatosus là một loài tò vò trong họ Ichneumonidae.